# Borino (gmina)
Borino (bułg. Община Борино) – gmina w południowej Bułgarii, w obwodzie Smolan.

## Miejscowości
Miejscowości wchodzące w skład gminy Borino:
- Borino (bułg.: Борино) − siedziba gminy,
- Bujnowo (bułg.: Буйново),
- Czała (bułg.: Чала),
- Jagodina (bułg.: Ягодина),
- Kożari (bułg.: Кожари).